# 3ve
3ve是一個約於2013～2018年間運作的殭屍網絡。

## 歷史
3ve，讀作「Eve」，是一個於2018年末停止服務的殭屍網路。該網路最早由白色行動（White Ops）於2016年發現，其活躍起始時間可追溯至2013年或更晚。有關發現引來联邦调查局（FBI）於2017年對其展開調查。

## 殭屍網路
3ve利用Boaxxe及Kovter兩款惡意軟體包入侵電腦網路。該等軟體包通過電郵及方式散播，一旦受到感染，機器人程式會於線上廣告上進行假點擊。這些點擊會被用於假網站上，該等網站會放置廣告，並從虛假曝光量（false impressions）中騙取廣告收益。機器人程式亦能模擬桌面及行動端流量以規避檢測，並不斷升級攻擊手段以擴大其感染規模。
在高峰時期，該殭屍網路控制逾百萬家用及商用IP地址，大部份集中於歐洲及北美地區。據估計，它累計感染約170萬台電腦，通過點擊逾萬個虛假網站（含逾25萬個網頁），從投放虛假廣告的近6萬個數位廣告帳戶中騙取廣告收益。該網路每天發起超30億次欺詐性廣告競價請求，在其活躍期間共竊取約3,000萬美元。

## 關閉
3ve終由多方機構聯合查封，參與方包括白色行動、Google、美國國土安全部和FBI網路犯罪投訴中心（Internet Crime Complaint Center）。其他協作機構計有Adobe、The Trade Desk、亞馬遜廣告（Amazon Advertising）、Oath、Malwarebytes、ESET、Proofpoint、Symantec、芬氏安全、迈克菲和趨勢科技。當局通過調查搗毀該殭屍網路後，美國司法部在檢察官理查德·P·多諾霍（Richard P. Donoghue）主導的案件中，對8名人員提出13項刑事起訴—其中6人來自俄羅斯、2人來自哈薩克。FBI同時亦查封31個互聯網域名和89台伺服器。